# Mitas
Mitas byla firma, která vznikla znárodněním a přejmenováním továrny Michelin v Praze-Záběhlicích. Firma měnila svůj název:
- 1) Mitas, gumárenské závody, národní podnik[2]
- 1) Mitas, národní podnik (zapsáno v obchodním rejstříku do 5. dubna 1958)[3]
- 2) Mitas, n.p.(zapsáno v obchodním rejstříku od 28. prosince 1968)[4]
- 3) Mitas, státní podnik[5]

## Historie
Pražská továrna Pneu Michelin a.s. vznikla zápisem v obchodním rejstříku 6. února 1933. Výroba byla zahájena 15. února 1934. V Záběhlicích ji založil francouzský výrobce pneumatik Michelin jako svou dceřinou společnost. Ke dni 18. února 1935 zde pracovalo 160 dělníků a 40 úředníků a továrna vyráběla pneumatiky a duše pro automobily, motocykly a jízdní kola. Roku 1937 záběhlický Michelin vyráběl denně asi 300 auto- a motoplášťů a téměř 1 000 veloplášťů.
Během druhé světové války závod vlastnila německá společnost Harburger Gummiwaren-Fabrik Phoenix a byl nucen se orientovat na pogumování různých kovových součástí pro válečnou výrobu.

## Národní podnik

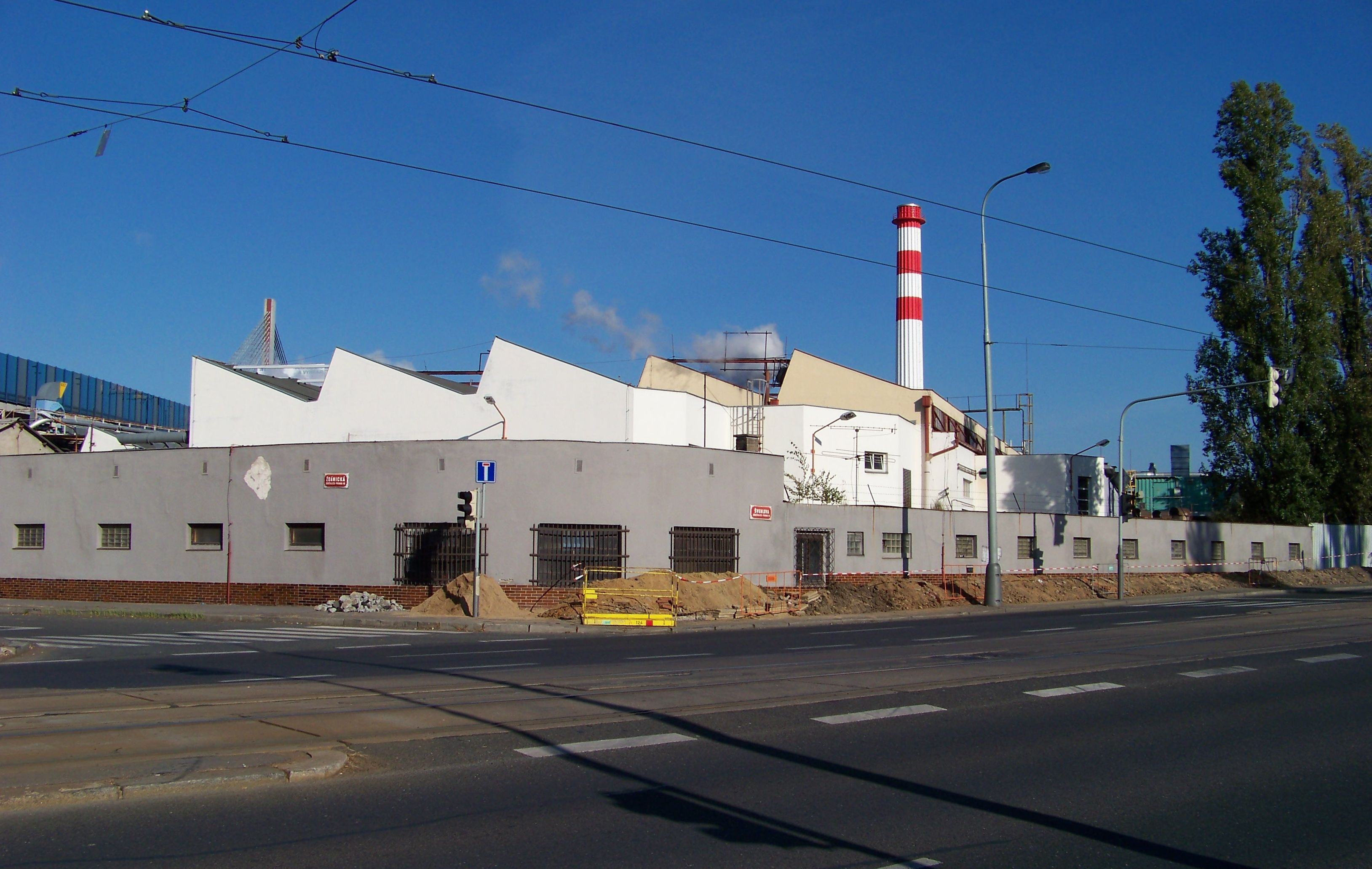
Závod Mitas

Po válce byl závod zestátněn a vrátil se k civilní výrobě. Podnik se jmenoval Pneu Michelin, a.s. Výměrem ministerstva průmyslu ze dne 4. září 1946 č.j. IV/9-245-926/46 byl zřízen národní podnik Michelin-Praha, do kterého byla převedana majetková podstata společnosti.
Vyhláškou ministerstva průmyslu ze dne 28. října 1946 č.j. IV/4-329.614/1946 byla firma Michelin, národní podnik, nyní Mitas přejmenována na MITAS, gumárenské závody, národní podnik. Název Mitas vznikl spojením slov Michelin a Veritas, výrobce gumových obručí v Hrádku nad Nisou.
Majetková podstata firmy VERITAS, gumovka, Hrádek nad Nisou byla výměrem ministerstva průmyslu ze dne 26. dubna 1948 č.j. IV/1.89-359/1948 převedena do vlastnictví národního podniku MITAS, gumárenské závody.
Již v roce 1947 byl představen plán na splynutí národních podniků Rubena a Mitas. Jedním z podřízených firem Rubena, gumařské závody se stal i Mitas, národní podnik.
V 50. letech došlo k výrazné obnově technologií a podnik se orientoval na výrobu středních a těžkých nákladních pneumatik, přičemž velopláště byly delimitovány do Náchoda (Rubena) a osobní pneumatiky do Zlína (Rudý říjen). V roce 1950 rovněž podnik vyrobil ostražitě sledovanou zvláštní sérii 600 kusů pneumatik pro obrněnou limuzínu Škoda VOS – šlo o strategickou a velmi přetíženou součást pětitunového vozu, na kterou musela být dovezena surová guma a kord byl speciálně utkán z egyptské bavlny. Přestože tato produkce byla velmi nestandardní a vyráběná nesériovým způsobem, selhala za celou dobu služby těchto limuzín jediná pneumatika – v dotyčném voze však seděl polský ministr obrany, maršál Konstantin Rokossowski. Z následné nehody vyvázl jen s drobnými šrámy, ale případ důkladně šetřila Státní bezpečnost s návrhem na uvěznění podnikového ředitele Mitasu, ten byl nakonec „pouze“ zbaven funkce.
Při jedné z reorganizací československého průmyslu byl v roce 1958 Mitas přičleněn do nově utvořené VHJ České závody gumárenské (kam patřila Rubena Náchod a Gumokov Hradec Králové).
Nadále pokračoval obrovský rozvoj podniku – v roce 1967 patřil Mitas mezi přední evropské výrobce pneumatik pro zemědělství, stavební stroje i letadla.

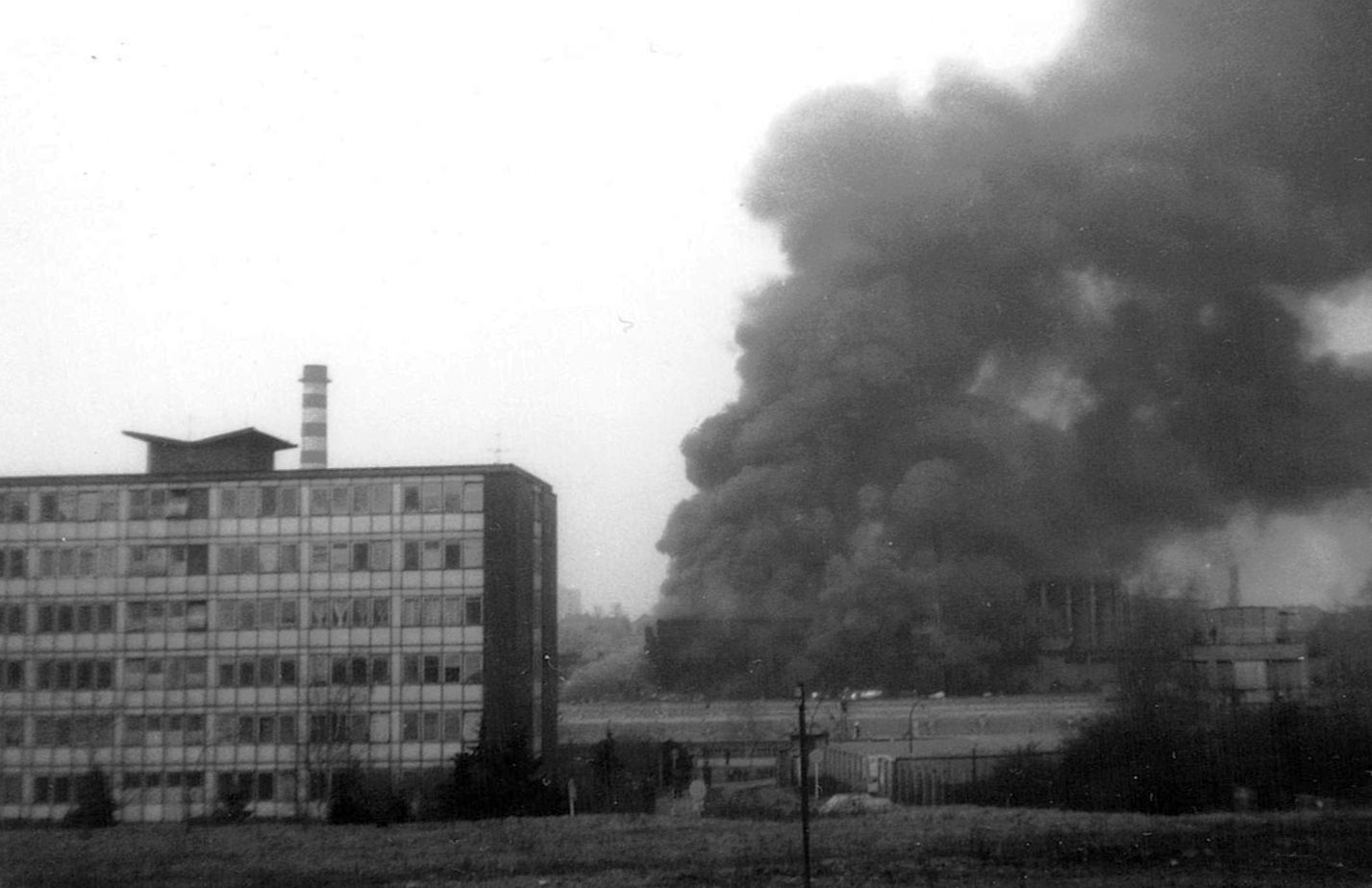
Požár MITASu 14. března 1985

Dne 14. března 1985 byla požárem zničena přípravna směsí, což je klíčová část výroby. Výpadek musel být pokryt dovozem z ostatních továren, dokud nebyla postavena nová míchárna. Její stavba byla zahájena roku 1987, do plného provozu byla uvedena roku 1993.
Na konci 80. let dvacátého století vznikl státní podnik Barum, pod který spadal výrobní podnik Mitas.

## Po roce 1989
Dne 15. ledna 1991 vznikla transformací státního podniku MITAS Praha společnost MITAS, a.s., jež byla zároveň podílníkem akciové společnost Barum Holding. Zatímco otrokovický závod (vzniklý r. 1972) později odkoupil koncern Continental, zlínský závod (založený r. 1932 společností Baťa) zůstával v Barum Holding pod názvem Barumtech, později Beltyr. Z holdingu později sloučením MITASu a Beltyru vznikla nová zastřešující Česká gumárenská společnost, a.s. (ČGS), spojující závody MITAS Praha, Beltyr Otrokovice a Rubena Náchod.
V roce 2002 společnost Mitas zahájila výrobu traktorových radiálních plášťů a víceúčelových radiálních plášťů (MPT) v celoocelovém provedení.
V roce 2004 odkoupila ČGS divizi AGRO od konkurenčního holdingu Continental a společnost prošla restrukturalizačním a investičním programem „MITAS 2004“, na který získala vládní investiční pobídku. Na ČGS postupně z Continentalu přešla kompletní výroba v Otrokovicích (cca 500 zaměstnanců) a osm zahraničních obchodních a výrobních poboček (Mexiko, USA, Rakousko, Německo, Itálie, Francie, Španělsko, Velká Británie) včetně hannoverské centrály divize AGRO. Společnost Mitas tak získala právo používat na zemědělské pláště značky Continental, Semperit a Euzkadi. V neuvedené době dále ČGS odkoupila majoritní podíl ve slovinském výrobci Sava Kranj a její značce Savatech.[zdroj?]
Dne 26. dubna 2012 zahájila společnost Mitas výrobu radiálních zemědělských pneumatik ve své nové továrně ve městě Charles City v americké Iowě, která se tak stala fakticky čtvrtým státem, kde MITAS/ČGS aktivně působily.
V roce 2015 prodali vlastníci ČGS Holdingu celou společnost švédskému konkurentovi Trelleborg, který ji následně prodal japonské společnosti The Yokohama Rubber Company. Nový vlastník v roce 2025 oznámil, že výrobu v Praze ukončí z důvodu neefektivity a zastaralosti výrobního procesu.